# Somerset East
Somerset East – miasto, zamieszkane przez 13 619 ludzi (2011), w Republice Południowej Afryki, w Prowincji Przylądkowej Wschodniej.
Miasto założono w 1825 roku na zlecenie Lorda Charlesa Somerseta.